# Zbory
Zbory – wieś w Polsce położona w województwie śląskim, w powiecie kłobuckim, w gminie Popów.
| SIMC    | Nazwa     | Rodzaj    |
| ------- | --------- | --------- |
| 0143099 | Komorniki | część wsi |

W latach 1975–1998 miejscowość administracyjnie należała do województwa częstochowskiego.